# Harpullia vaga
Harpullia vaga är en kinesträdsväxtart som beskrevs av Merrill & Perry. Harpullia vaga ingår i släktet Harpullia och familjen kinesträdsväxter. Inga underarter finns listade i Catalogue of Life.